# Weddell (islas Malvinas)
Weddell (en inglés: Weddell Settlement) en un pequeño asentamiento ubicado en la costa este de la isla San José (en inglés Weddell), en las Malvinas. Su nombre se debe a James Weddell, un navegante inglés y explorador que visitó las Malvinas en el siglo XIX.

## Geografía
Weddell se encuentra ubicada en las coordenadas 51°53′32.3″S 60°54′17.5″O / -51.892306, -60.904861, a 12 m s. n. m. La principal actividad de la zona es la ganadería ovina, de hecho en esta localidad viven los dueños de una granja.